# 軟殼蟹

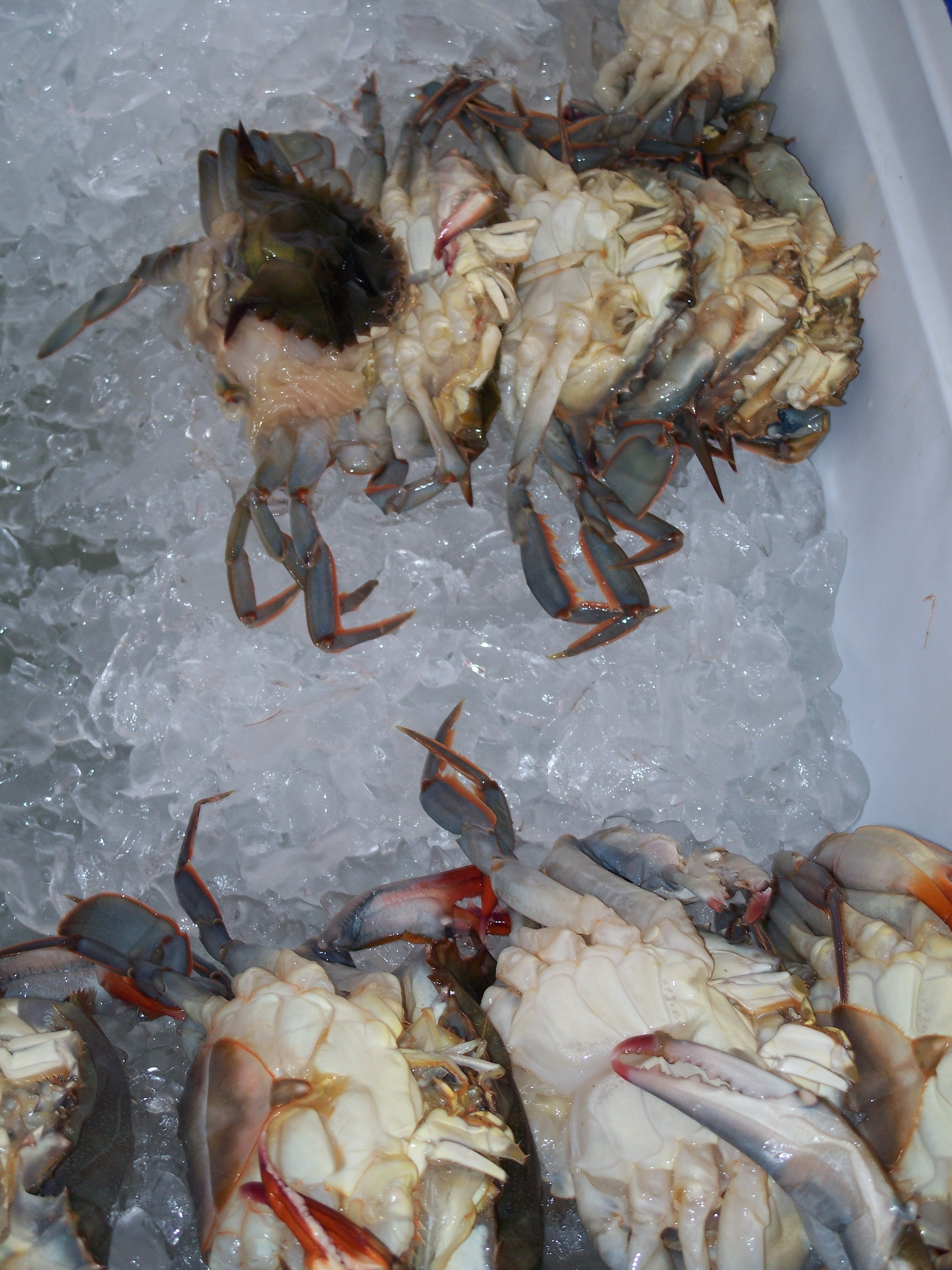
美國新奥爾良的軟殼藍蟹

軟殼蟹，是剛剛換殼，新外殼還是柔軟狀態的螃蟹。除了口器、鰓及腹部，整隻蟹都可以食用。通常以油炸方式烹調，炸好的軟殼蟹可以用來製作壽司或手卷。